# Йохан III фон Кронберг
Йохан III фон Кронберг „Стари“ (на немски: Johann III. von Cronberg „der Ältere“; * пр. 1358; † между 20 март 1411/28 август 1423/1425) е благородник от рицарския род Кронберг (в Таунус) с резиденция в замък Кронберг в Таунус над днешния град Кронберг в Хесен. Той е бургграф на Елтвил.
Той е син на рицар Хартмуд VI фон Кронберг († 24 септември 1372) и първата му съпруга Вилибург фон Изенбург-Бюдинген († сл. 1352), дъщеря на граф Лотар фон Изенбург-Бюдинген († 1340/1341) и Изенгард фон Фалкенщайн-Мюнценберг († сл. 1326). Внук е на Хартмут V фон Кронберг († 1334), бургграф на Щаркенбург, и първата му съпруга Маргарета Холдербаумер/Щаркенбург-Хепенхайм († 1332). Баща му се жени втори път през 1355 г. с Аделхайд фон Насау-Байлщайн († 1365).
Брат е на Елизабет фон Кронберг († 18 октомври 1411), омъжена за шенк Еберхард X фон Ербах-Ербах († 23 април 1425).
Рицарският род фон Кронберг изчезва през 1704 г. Замъкът Щаркенбург е напуснат през 1765 г. и запада.

## Фамилия
Йохан III фон Кронберг се жени пр. 1358 г. за Греда (Маргарета) фон Рандек († сл. 1387), дъщеря на Йохан Рандекер († 1357) и Лиза. Те имат шест деца, между тях:
- Хартмут VIII фон Кронберг „Стари“ († 14 февруари 1425/4 ноември 1426), байлиф на Бонамес, женен на 14/24 ноември 1371 г. за Лорхе фон Кронберг († сл. 1419), дъщеря на Валтер VI фон Кронберг († 1400) и Гетцеле фон Хатцфелд († сл. 1396)
- Гертруд (Бетце) фон Кронберг († 29 май 1438), омъжена за фрайхер Михаел I фон Зайнсхайм-Шварценберг († 19 март 1469)